# Casa Hil'ardin/Sharp-Hardin-Wright
Hil'ardin, también conocida como Casa Sharp-Hardin-Wright, en 212 S. Lee St. en Forsyth, Georgia, fue construida en 1836 y se modificó en estilo renacentista clásico en 1916. Junto con otros dos edificios contribuyentes, se incluyó en el Registro Nacional de Lugares Históricos en 1979.